# Stanisław Witkowski (psycholog)
Stanisław Aleksander Witkowski – polski psycholog, dr hab. nauk humanistycznych, profesor nadzwyczajny Instytutu Psychologii Wydziału Nauk Historycznych i Pedagogicznych Uniwersytetu Wrocławskiego i Wydziału Zamiejscowego w Lubinie Uczelni Jana Wyżykowskiego.

## Życiorys
Obronił pracę doktorską, 16 grudnia 1996 habilitował się na podstawie pracy zatytułowanej Psychologiczna prognoza efektywności kierowania. Możliwości i ograniczenia. Został zatrudniony na stanowisku profesora nadzwyczajnego w Instytucie Psychologii na Wydziale Nauk Historycznych i Pedagogicznych Uniwersytetu Wrocławskiego i na Wydziale Zamiejscowym w Lubinie Uczelni Jana Wyżykowskiego.
Był rektorem, prorektorem Uczelni Zawodowej Zagłębi  Miedziowej w Lubinie i dziekanem na Wydziale Zamiejscowym w Lubinie Uczelni Jana Wyżykowskiego.